# 황상구
황상구(黃相九, 1939년 ~ 2015년 12월 10일)는 한국검찰 특수수사의 원조로 불리다 제25대 대구고등검찰청 검사장을 역임한 법조인이다. 자녀로는 법무법인 에이치스 변호사 황성욱, 황지영, 특허법인 대아 변리사 황다영이 있다.

## 생애
1939년 경상북도 대구시에서 태어나 중동고등학교, 서울대학교 법학과를 졸업하고 제2회 사법시험에 합격했다.
평검사이던 1975년에 경찰과 유착한 소매치기를 적발하여 경찰관 10여명을 포함해 소매치기 187명을 입건하는 등 능력을 인정받아 1979년 2월에 고위 공무원 부패 수사를 전담할 특수부 도입을 추진하면서 일본 도쿄지방검찰청 특수부를 벤치마킹한 부서인 대검찰청 특수부 4과장으로 발탁되었던 황상구는 서울구치소장 등 구치소 간부 3명을 한번에 구속하기도 했다.
기억력이 뛰어나고 언변이 좋아 '황구라'라는 별명이 있는 황상구는 검찰에서 특수수사의 원조로 손꼽히는 검사라는 평가를 받았다.
부산지방검찰청에서 재직하던 1978년 5월 17일에 반공법 위반 사건 항소심 공판에 증인으로 나와 거짓으로 증언한 피고인을 위증으로 구속했다.
대구고등검찰청 검사장으로 재직하다 사법시험 동기인 김기수 (1940년)가 검찰총장에 내정되면서 사표를 제출했다. 2015년 12월 10일 새벽 1시 30분 사망했다.

## 경력
- 1973년 대검찰청 특수부 4과장(선임급)
- 서울지방검찰청 특수3부장. 특수1부장
- 부산지방검찰청 형사부장
- 서울지방검찰청 남부지청 지청장
- 대전지방검찰청 차장검사
- 1988년 부산고등검찰청 차장검사
- 1989년 대검찰청 공판송무부장
- 1992년 7월 29일 ~ 1993년 3월 16일 제7대 창원지방검찰청 검사장
- 1993년 3월 17일 ~ 1993년 9월 20일 제35대 대전지방검찰청 검사장
- 1993년 9월 21일 ~ 1994년 9월 15일 제23대 광주고등검찰청 검사장
- 1994년 9월 16일 ~ 1995년 9월 26일 제25대 대구고등검찰청 검사장